# 洛根縣 (內布拉斯加州)
洛根縣（英語：Logan County）是美國內布拉斯加州中部的一個縣。面積1,479平方公里。根據美國2000年人口普查，共有人口774人。縣治斯泰普爾頓 (
Stapleton)。
成立於1885年。縣名紀念代表伊利諾伊州的參議員、1884年副總統候選人約翰·A·洛根 (John Alexander Logan)。